# Gordon Dunn
Pour les articles homonymes, voir Dunn.
Gordon Glover « Slinger » Dunn (né le 16 avril 1912 à Portland et mort le 26 juillet 1964 à San Francisco) est un athlète américain spécialiste du lancer du disque. Licencié à l'Olympic Club San Francisco, il mesurait 1,93 m pour 110 kg. Il était maire de Fresno de 1949 à 1957.

## Biographie

### Palmarès
| Date | Compétition           | Lieu   | Résultat | Performance |
| ---- | --------------------- | ------ | -------- | ----------- |
| 1936 | Jeux olympiques d'été | Berlin | 2e       | 49,36 m     |

### Records
| Épreuve          | Performance | Lieu | Date |
| ---------------- | ----------- | ---- | ---- |
| Lancer du disque | 52,25 m     |      | 1936 |